# Lijst van voetbalinterlands Barbados - Suriname
Deze lijst van voetbalinterlands is een overzicht van alle officiële voetbalwedstrijden tussen de nationale teams van Barbados en Suriname. De landen speelden tot op heden zes keer tegen elkaar. De eerste ontmoeting, een groepswedstrijd tijdens het CFU-kampioenschap van 1985, werd gespeeld in Bridgetown op 26 juni 1985. Het laatste duel, een vriendschappelijke wedstrijd, vond plaats op 28 januari 2022 in Paramaribo.

## Wedstrijden
| № | Plaats         | Datum            | Competitie                      | Wedstrijd           | Uitslag |
| - | -------------- | ---------------- | ------------------------------- | ------------------- | ------- |
| 1 | Bridgetown     | 26 juni 1985     | CFU kampioenschap 1985          | Barbados − Suriname | 0 − 0   |
| 2 | Bridgetown     | 18 mei 1990      | Vriendschappelijk               | Barbados − Suriname | 5 − 0   |
| 3 | Paramaribo     | 6 april 2001     | Caribbean Cup 2001 kwalificatie | Suriname − Barbados | 2 − 2   |
| 4 | Havana         | 23 oktober 2008  | Caribbean Cup 2008 kwalificatie | Barbados − Suriname | 3 − 2   |
| 5 | Fort-de-France | 4 september 2014 | Caribbean Cup 2014 kwalificatie | Barbados − Suriname | 1 − 1   |
| 6 | Paramaribo     | 28 januari 2022  | Vriendschappelijk               | Suriname – Barbados | 1 – 0   |

## Samenvatting
| Competitie                 | Totaal gespeeld | Winst Barbados | Gelijk | Winst Suriname | Doelsaldo Barbados – Suriname |
| -------------------------- | --------------- | -------------- | ------ | -------------- | ----------------------------- |
| CFU kampioenschap          | 1               | 0              | 1      | 0              | 0 − 0                         |
| Caribbean Cup-kwalificatie | 3               | 1              | 2      | 0              | 6 − 5                         |
| Vriendschappelijk          | 2               | 1              | 0      | 1              | 5 − 1                         |
| Totaal                     | 6               | 2              | 3      | 1              | 11 − 6                        |

Wedstrijden bepaald door strafschoppen worden, in lijn met de FIFA, als een gelijkspel gerekend.